# Spilarctia javana
Spilarctia javana là một loài bướm đêm thuộc phân họ Arctiinae, họ Erebidae.